# Guy Bolton
Guy Bolton, född 23 november 1884 i Broxbourne i Hertfordshire, död 4 september 1979 i London, var en brittiskfödd amerikansk dramatiker och manusförfattare. Bolton samarbetade mycket med P.G. Wodehouse.
Guy Bolton har bland annat bearbetat Marcelle Maurettes pjäs Anastasia som låg till grund för filmen Anastasia med Ingrid Bergman. Senare skapade han musikalen Anya baserad på filmen.